# Ademir Mello
Admir de Souza Mello (Anhembi, 23 de fevereiro de 1953 — São José dos Campos, 1 de agosto de 2012), mais conhecido como Ademir Mello, foi um futebolista e treinador brasileiro.

## Biografia

### Primeiros passos
Quando criança, seus primeiros contatos com a bola foi através da professora de Educação Física e jogadora de basquetebol do XV de Piracicaba Maria Helena Cardoso e sua irmã; ambas davam aulas de futebol em um campinho em Piracicaba para garotos. Mais tarde aos 16 anos, Ademir estava nas equipes de base do XV de Piracicaba.

### Carreira futebolística

#### Jogador
Ademir foi destaque logo no seu primeiro clube profissional, em 1974 o XV de Piracicaba.
Foi emprestado ao Guarani de Campinas, onde passou a ser chamado de Ademir Mello, para diferenciar do zagueiro Ademir, que também passou a se chamar Ademir Gonçalves.
Depois de estar no Guarani, Ademir Mello voltou ao XV de Piracicaba, esteve no América de Rio Preto e passou a ficar marcado como um meia habilidoso que jogava tanto de volante como de meia-armador.
Sua passagem no XV de Jaú e Inter de Limeira lhe renderam títulos e acesso à divisão principal (em 1976 e 1978, respectivamente) e a ida para o São José para fazer parte do excelente elenco de 1980, conseguindo mais um título em sua carreira e o acesso a elite do futebol paulista. Como jogador, vestiu a camisa do São José em 254 jogos, entre 1979 e 1986, e marcou 16 gols.
Em 1984, passou pelo Nacional.
Permaneceu até 1986 no São José, ano em que foi negociado com o Taubaté e disputou o Campeonato Paulista da Segunda Divisão.
Ele encerrou sua carreira futebolística como jogador no mesmo ano, defendendo o Grêmio Santanense.

#### Treinador
Tornou-se treinador logo que encerrou a carreira de jogador, na própria equipe que atuava como jogador, o Grêmio Santanense. Ademir viveu futebol a vida toda, discípulo de Diede Lameiro, que o lançou como treinador no São José e com quem trabalhou, se tornaria um dos melhores comandantes do futebol brasileiro.
Seu auge como treinador foi o vice-campeonato paulista conquistado em 1989. O São José caiu no grupo considerado dos grandes; desclassificou a Portuguesa de Desportos, eliminou o Corinthians em dois jogos nas semifinais. Nas finais em dois jogos no Morumbi contra o São Paulo, tomou um gol aos 41 minutos do segundo tempo na primeira partida perdendo o jogo por 1 a 0; e na segunda partida um empate sem gols deu o título ao São Paulo.
Após essa brilhante campanha excursiona-se pela Espanha com a equipe do São José com sucesso.
Dirigiu a Águia do Vale em 1989, 1990, 1993, 1998, 1999 e 2002, onde foram 88 partidas, conquistou 31 vitórias, 25 empates e 32 derrotas.
Em Santa Catarina, teve passagens como treinador no Avaí, Joinville, Figueirense, Blumenau e Atlético de Ibirama.
Trabalhou em equipes da Paraíba e outras de São Paulo.
Antes de falecer dedicava seus conhecimentos ao Santana do Parahyba, equipe amadora da cidade de São José dos Campos.

### Infarto e morte
No dia 27 de julho de 2012, Ademir Mello foi internado na UTI do Hospital Pio XII, em São José dos Campos/SP devido a um infarto sofrido quando no final da tarde praticava esportes com sua companheira, uma pedalada de bike pela cidade, quando sentiu-se mal e foi encaminhado ao hospital. Permaneceu cinco dias na unidade de terapia intensiva, mas no final da noite de 1 de agosto de 2012 veio a falecer. Ademir Mello foi sepultado no dia 2 de agosto de 2012, no cemitério Horto São Dimas, na cidade de São José dos Campos.
Ademir Mello foi casado duas vezes e tinha quatro filhos: Hellen, Harlen, Hemelin e Gabriel. Vivia com a sua última companheira Adélia Yumi Matsubara na cidade de São José dos Campos, no interior de São Paulo.

## Títulos

### Jogador
XV de Jaú
- Campeonato Paulista - Primeira Divisão: 1976[7]

Inter de Limeira
- Campeonato Paulista - Divisão Intermediária: 1978[7]

São José
- Campeonato Paulista - Segunda Divisão: 1980[7]

### Treinador
São José

#### Internacionais
- XVI Trofeo Villa de Estepona. Estepona: 1989.
- VII Trofeo Ciudad de Portullano. Portullano: 1989.
- X Trofeo Ciudad de Palma del Río. Palma del Río: 1989.
- Troféu Acquapark. Torrevieja: 1989.

##### Campanha de destaque
- Vice-campeão do Torneio Gaspar Matas. Palamós: 1989.[16]
- Vice-campeão do IV Trofeo Arcángel. Córdoba: 1989.[17]

#### Nacionais
São José

##### Campanha de destaque
- Campeonato Paulista de Futebol: Vice-Campeonato Paulista - Série A1: (1989).
- Vice-Campeonato Brasileiro - Série B: (1989).